# Unwanted (álbum)
Unwanted es el tercer álbum de estudio de la banda británica de indie pop Pale Waves. Fue lanzado para el 12 de agosto de 2022 por el sello discográfico independiente Dirty Hit.

## Antecedentes y grabación
Pale Waves lanzó su álbum debut, My Mind Makes Noises en 2018. Fuertemente influenciado por la música de la década de 1980, el disco recibió una atención mayoritariamente positiva. Tres años después, en 2021, la banda lanzó su segundo álbum, Who Am I?. Estilísticamente, este disco se alejó del sonido inspirado en los 80 del debut de la banda, y en su lugar se inspiró en el rock alternativo y el pop rock de la década de 1990 y 2000. Líricamente, la mayor parte de la música de Who Am I? centrado en la vida romántica de la cantante principal Heather Baron-Gracie y su identidad LGBTQ+. Porque Who Am I? fue lanzado en medio de la pandemia de COVID-19, Pale Waves no pudo promocionar el álbum realizando una gira de inmediato, y los espectáculos solo se reanudaron un año después, a principios de 2022.
En septiembre de 2021, Heather Baron-Gracie compartió una foto de ella y la baterista de Pale Waves, Ciara Doran, a través de Instagram que reveló que la banda estaba trabajando en una continuación de Who Am I? El 4 de diciembre de 2021, Baron-Gracie anunció en Instagram que había concluido la grabación del disco.

## Sencillos
El primer sencillo que se lanzó de Unwanted fue "Lies", que debutó en BBC Radio 1 el 9 de mayo de 2022. En ese momento también se lanzó un video del sencillo, dirigido por la artista visual Vasilisa Forbes, junto con un anuncio sobre el álbum en sí. El video muestra a la banda interpretando la canción en un cubo brillante en una habitación oscura. Según Forbes, las "sombras y la misteriosa tonalidad de la iluminación" simbolizan visualmente el concepto de "mentir" (es decir, "encubrir, ocultar, detalles siniestros [y] pensamientos que tienen lugar en las sombras"). 
El segundo sencillo del álbum, "Reasons to Live", se lanzó el 8 de junio de 2022 y también debutó en BBC Radio 1.

## Lista de canciones
Todas las canciones escritas y compuestas por Ciara Doran y Heather Baron-Gracie. 
| N.º | Título                     | Duración |  |
| 1.  | «Lies»                     | 2:50     |  |
| 2.  | «Unwanted»                 | 2:54     |  |
| 3.  | «The Hard Way»             | 3:25     |  |
| 4.  | «Jealousy»                 | 3:12     |  |
| 5.  | «Alone»                    | 3:12     |  |
| 6.  | «Clean»                    | 2:51     |  |
| 7.  | «Without You»              | 3:40     |  |
| 8.  | «Only Problem»             | 3:02     |  |
| 9.  | «You're So Vain»           | 2:41     |  |
| 10. | «Reasons to Live»          | 2:47     |  |
| 11. | «Numb»                     | 2:46     |  |
| 12. | «Act My Age»               | 2:52     |  |
| 13. | «So Sick (Of Missing You)» | 2:53     |  |

## Personal
- Heather Baron-Gracie - voz principal, guitarra rítmica
- Hugo Silvani - guitarra, teclados
- Charlie Wood - bajo, teclado
- Ciara Doran - batería